# Ten Broeck, Kentucky
Ten Broeck är en ort i Jefferson County i delstaten Kentucky, USA.